# Fallen Leaf Lake
Fallen Leaf Lake is een zoetwaterbergmeer in de Sierra Nevada in de Amerikaanse staat Californië. Fallen Leaf Lake meet 5 kilometer op 1,5 kilometer. Het meer ligt anderhalve kilometer ten zuidwesten van het veel grotere Lake Tahoe, het grootste bergmeer van de Verenigde Staten. Het ligt in El Dorado County ten zuidwesten van South Lake Tahoe. Verder zuidwaarts liggen de kleine Angora Lakes.
Fallen Leaf Lake ontstond, net zoals de nabijgelegen Emerald Bay, door de verschuiving van gletsjers.
De oevers zijn in privé-eigendom, maar maken deel uit van de Lake Tahoe Basin Management Unit beheerd door de United States Forest Service.